# Lovenella clausa
Lovenella clausa is een hydroïdpoliep uit de familie Lovenellidae. De poliep komt uit het geslacht Lovenella. Lovenella clausa werd in 1836 voor het eerst wetenschappelijk beschreven door Lovén. 